# Ira Levin
Ira Marvin Levin (Nova York, 27 d'agost de 1929 - Nova York, 12 de novembre de 2007) va ser un novel·lista, dramaturg i compositor jueu-nord-americà. Les seves obres més populars són les novel·les A Kiss Before Dying (1953), Rosemary's Baby (1967), The Stepford Wives (1972), This Perfect Day (1970) i The Boys from Brazil (1976), així com l'obra Deathtrap. (1978). Moltes de les seves novel·les i obres de teatre han estat adaptades a pel·lícules d'èxit.

## Primers anys de vida
Levin va néixer el 27 d'agost de 1929 a la ciutat de Nova York, el barri de Manhattan. Va créixer tant a Manhattan com al Bronx. El seu pare, Charles, era importador de joguines. Levin es va educar a l'escola privada Horace Mann de Nova York. Durant la seva joventut, se'l va descriure com "un simpàtic noi jueu de Nova York". Va assistir a la Drake University a Des Moines, Iowa de 1946 a 1948 i després a la Universitat de Nova York, on es va llicenciar en filosofia i anglès. Es va graduar el 1950. Va servir al Cos de Senyals de l'Exèrcit de 1953 a 1955.

## Vida professional

### Escriptura de guions
Després de la universitat, Levin va escriure pel·lícules de formació i guions per a ràdio i televisió. El primer d'ells va ser "Leda's Portrait", per a l'espectacle radiofònic Lights Out el 1951.
La primera obra de teatre produïda per Levin va ser No Time for Sergeants (adaptada de la novel·la de Mac Hyman), una comèdia sobre un hillbilly reclutat a la Força Aèria dels Estats Units. Va ser protagonitzada per Andy Griffith i va impulsar la seva carrera. L'obra va ser adaptada com a pel·lícula homònima, estrenada el 1958, i protagonitzada per Nick Adams. Més tard el concepte es v desenvolupar com una sèrie de comèdia de televisió de 1964 protagonitzada per Sammy Jackson. No Time for Sergeants es considera generalment la precursora de la sèrie Gomer Pyle, U.S.M.C..
L'obra més coneguda de Levin és Deathtrap, que ostenta el rècord com a thriller de comèdia de més llarga durada a Broadway.
Levin va guanyar el seu segon premi Edgar amb aquesta obra. El 1982, es va adaptar en la pel·lícula Trampa mortal, protagonitzada per Christopher Reeve i Michael Caine.

### Novel·les
La primera novel·la de Levin, A Kiss Before Dying (1953), va tenir una bona acollida i va guanyar el premi Edgar de 1954 a la millor primera novel·la. A Kiss Before Dying es va adaptar dues vegades com a pel·lícula del mateix nom, primer el 1956, traduïda al català com Un petó abans de morir, i de nou el 1991.
La novel·la més coneguda de Levin és Rosemary's Baby, una història de terror sobre el satanisme actual i altres ocultismes, ambientada a l'Upper West Side de Manhattan. El 1968, va ser adaptada com La llavor del diable escrita i dirigida per Roman Polanski. Va ser protagonitzada per Mia Farrow i John Cassavetes. Ruth Gordon va guanyar un Oscar a la millor actriu secundària per la seva actuació. Roman Polanski va ser nominat al millor guió adaptat.
Levin va dir el 2002,
| « | (anglès) I feel guilty that 'Rosemary's Baby' led to The Exorcist, The Omen. A whole generation has been exposed, has more belief in Satan. I don't believe in Satan. And I feel that the strong fundamentalism we have would not be as strong if there hadn't been so many of these books […] Of course, I didn't send back any of the royalty checks. | (català) Em sento culpable que 'Rosemary's Baby' hagi portat a L'exorcista, La profecia. Tota una generació ha estat exposada, té més creença en Satanàs. No crec en Satanàs. I crec que el fonamentalisme fort que tenim no ho seria tan si no hi haguessin tants llibres d'aquests […] Per descomptat, no vaig tornar cap dels xecs per drets d'autor. | » |

Altres novel·les de Levin que es van adaptar com a pel·lícules inclouen The Stepford Wives el 1975, de nou el 2004. Els nois del Brasil es va adaptar com a pel·lícula estrenada el 1978.
A la dècada de 1990, Levin va escriure dues novel·les considerades bestsellers: Sliver (1991), que va ser adaptada com a pel·lícula el 1993 per Phillip Noyce. Va ser protagonitzada per Sharon Stone, William Baldwin i Tom Berenger. El seu Son of Rosemary (1997) es va proposar com a seqüela de Rosemary's Baby, però no es va utilitzar en cap pel·lícula.
Stephen King ha descrit Ira Levin com el "rellotger suís" de les novel·les de suspens: "Cada novel·la que ha escrit ha estat una meravella de trama. És el rellotger suís de la novel·la de suspens; fa que la resta de nosaltres sembli com aquells rellotges de cinc dòlars que pots comprar a les drogueries de descompte."

## Vida personal
Levin era un jueu ateu.
Levin es va casar dues vegades, primer amb Gabrielle Aronsohn (del 1960 al 1968), amb qui va tenir tres fills, Adam, Jared i Nicholas, i més tard amb Phyllis Sugarman (morta el 2006). Va tenir quatre néts.

## Mort
Levin va morir d'un atac de cor a la seva casa de Manhattan el 12 de novembre de 2007.

## Obres

### Novel·les
- A Kiss Before Dying (1953)
- Rosemary's Baby (1967)
- This Perfect Day (1970) – guanyador el 1992 del Prometheus Hall of Fame Award
- The Stepford Wives (1972)
- The Boys from Brazil (1976)
- Sliver (1991)
- Son of Rosemary (1997)

### Teatre
- No Time for Sergeants (1956)
- Interlock (1958)
- Critic's Choice (1960)
- General Seeger (1962)
- Dr. Cook's Garden (1968)
- Veronica's Room (1974)
- Deathtrap (1978) – Nominació al Premi Tony a la millor obra
- Break a Leg: A Comedy in Two Acts (1979)
- Cantorial (1982)
- Footsteps (2003)

### Musicals
- Drat! The Cat! (1965) - lletrista i cançons

### Adaptacions cinematogràfiques
- Un petó abans de morir (1956)
- No Time for Sergeants (1958)
- Critic's Choice (1963)
- La llavor del diable (1968)
- The Stepford Wives (1975)
- Els nens del Brasil (1978)
- Trampa mortal (1982)
- A Kiss Before Dying (1991)
- Assetjada (1993)
- Footsteps (2003)
- Les dones perfectes (2004)
- Rosemary's Baby (minisèrie) (2014)